# Lady Grey
Lady Grey is een plaats met 1400 inwoners, in de Zuid-Afrikaanse provincie Oost-Kaap.

## Subplaatsen
Het nationaal instituut voor de statistiek, Stats SA, deelt sinds de census 2011 deze hoofdplaats in in 2 zogenaamde subplaatsen (sub place):
Lady Grey SP • Transwilger.